# Barczewo
Barczewo é um município da Polônia, na voivodia da Vármia-Masúria e no condado de Olsztyn. Estende-se por uma área de 4,58 km², com 7 472 habitantes, segundo os censos de 2017, com uma densidade de 1631 hab/km².